# Cipurwasari
Cipurwasari is een bestuurslaag in het regentschap Karawang van de provincie West-Java, Indonesië. Cipurwasari telt 2311 inwoners (volkstelling 2010).